# Jacob van Vredenburch (1744-1814)
Jacob van Vredenburch (Delft, 10 februari 1744 − aldaar, 7 januari 1814) was een Nederlands jurist en bestuurder.

## Biografie
Van Vredenburch was een lid van de familie Van Vredenburch en een zoon van mr. Gerard van Vredenburch (1710-1784), bewindhebber van de VOC, en diens eerste echtgenote Agatha Corvina van der Dussen (1715-1761), telg uit het Delftse regentengeslacht Van der Dussen. Hij trouwde in 1772 met Willemina Machteld van Assendelft (1751-1786), met wie hij zeven kinderen kreeg, onder wie jhr. mr. Johan Willem van Vredenburch (1782-1849), onder andere burgemeester.
Van Vredenburch studeerde rechten aan de Universiteit Leiden waar hij in 1762 promoveerde op Diss. jur. inaug. de requisitis usucapionis. Hij studeerde tegelijkertijd met Hendrik van Wijn (1740-1831) in wiens album hij een inscriptie plaatste. Daarna vervulde hij vele bestuursfuncties ten tijde van de Republiek en in de daaropvolgende tijd. Zo was hij tussen 1752 en 1787 raad in de vroedschap van Delft. In 1784 volgde hij zijn vader op als ontvanger-generaal der geestelijke goederen in Holland, een ambt dat sinds 1738 tot aan de opheffing ervan in 1811 door zijn grootvader, vader en hemzelf werd bekleed. In 1795 was hij lid van de provinciale municipaliteit van die stad en in 1795 en 1796 lid van de vergadering van provisionele representanten. In diezelfde laatste periode was hij lid van de Staten-Generaal. Van 1795 tot zijn overlijden was hij achtereenvolgens hoofdingeland, hoogheemraad en ten slotte dijkgraaf van Delfland. Van 1798 tot 1801 was hij lid van het Vertegenwoordigend Lichaam. Van 1805 tot 1809 was hij lid van de Raad van State, de laatste jaren in buitengewone dienst.
Van Vredenburch was ook bevriend met Johan Meerman (1753-1815). Hij was Ridder in de Orde van de Unie en in de Orde van de Reünie.
Mr. J. van Vredenburch overleed in 1814 in zijn geboortestad op 69-jarige leeftijd. Zijn zoon J.W. van Vredenburch publiceerde na zijn overlijden Ter gedachtenis van mijne ouders Mr. Jacob Vredenburch, overleden 7 january 1814 en Willemina Machtild van Assendelft, overleden 1 november 1786.